# Macrurosaurus
Genre
Espèce
Macrurosaurus (signifiant « lézard à grande queue ») est un genre de dinosaure ayant vécu au Crétacé inférieur et qui a été retrouvé en Europe. Il fait une dizaine de mètres de longueur.
Le genre a été nommé par Harry Govier Seeley en 1869, mais n'a pas été décrit, ce qui en fait initialement, et encore pour certains chercheurs, un nomen nudum.
En 1876, Seeley décrit l'espèce-type Macrurosaurus semnus. Aucune autre espèce de ce genre n'est connue.
Le nom générique est tiré du grec makros (« large ») et oura (« queue »). Le nom spécifique est aussi issu du grec, semnos, signifiant « majestueux, imposant ».
L'holotype du Macrurosaurus, SM B55630, est constitué de deux séries de vertèbres caudales retrouvées en 1864 près de Cambridge, en Angleterre, dans les Cambridge Greensand. La première série, composée d'environ 25 vertèbres, a été acquise par le Woodwardian Museum via William Farren. La seconde série, composée d'une quinzaine de vertèbres situées près du bout de la queue, a été trouvée par W. Stokes-Shaw légèrement plus à l'ouest que la première, près de Barton. Présumant que les deux séries provenaient de la même espèce, voire du même individu, Seeley les a combinées en une seule queue d'environ 4,5 mètres de long.
D'autres échantillons fossiles, retrouvés en Angleterre (Acanthopholis platypus), en France et en Argentine, ont été attribués au genre Macrurosaurus, mais ces attributions doivent être confirmées.